# 콴타스 링크의 운항 노선
콴타스 링크는 다음과 같은 노선들을 운항하고 있다.

## 운항 노선
파푸아뉴기니
- 포트모르즈비 - 잭슨 국제공항

 오스트레일리아
- 오스트레일리아 수도 준주
  - 캔버라 - 캔버라 국제공항
- 뉴사우스웨일스주
  - 올버리 - 앨버리 공항
  - 아미데일 - 아미데일 공항
  - 코프스하버 - 코프스하버 공항
  - 두보 - 두보 시티 공항
  - 로드하우섬 - 로드하우 아이슬란드 공항
  - 모리 - 모리 공항
  - 포트맥쿼리 - 포트맥쿼리 공항
  - 시드니 - 시드니 공항 허브
  - 탬워스 - 탬워스 공항
  - 와가와가 - 와가와가 공항
  - 뉴캐슬 - 월리엄 타운 공항

- 퀸즐랜드주
  - 바칼딜리 - 바칼딜리 공항
  - 빌로라 - 탕굴 공항
  - 블랙컬 - 블랙컬 공항
  - 블랙 워터 - 블랙 워터 공항
  - 브리즈번 - 브리즈번 공항 허브
  - 번더버그 - 번더버그 공항
  - 케언스 - 캐언스 공항 허브
  - 샤를르빌 - 샤를르빌 공항
  - 클론커리 - 클론커리 공항
  - 에메랄드 - 에메랄드 공항
  - 글래드스턴 - 글래드스턴 공항
  - 해밀턴 아릴랜드 - 그레이트 베리어 리프 공항
  - 하비 베이 - 하비 베이 공항
  - 혼 섬 - 혼아이슬랜드 공항
  - 렁그리 - 렁그리 공항
  - 맥케이 - 멕케이 공항
  - 모란바 - 모란바 공항
  - 마운트 이사 - 마운트 이사 공항
  - 록햄프턴 - 록햄프턴 공항
  - 로마 - 로마 공항
  - 타운즈빌 - 타운즈빌 공항
  - 웨피아 - 웨피아 공항

- 빅토리아주
  - 멜버른 - 멜버른 공항 허브
  - 밀두라 - 밀두라 공항
  - 마운트 호덤 - 마운트 호덤 공항 계절편

- 사우스오스트레일리아주
  - 애들레이드 - 애들레이드 공항
  - 포트 링컨 - 포트 링컨 공항

- 웨스턴오스트레일리아주
  - 브룸 - 브룸 국제공항
  - 엑스 마우스 - 리어먼스 공항
  - 칼굴리의 - 칼굴리의 볼더 공항
  - 카라 - 카라타 공항
  - 뉴먼 - 뉴먼 공항
  - 바라부도 - 바라부도 공항
  - 제랄튼 - 제랄튼 공항
  - 퍼스 주 - 퍼스 공항 허브

- 태즈메이니아주
  - 데번포트 - 데번포트 공항
  - 론세스톤 - 론세스톤 공항

- 노던 준주
  - 앨리스스프링스 - 앨리스스프링스 공항
  - 에어즈 록 - 에어즈 록 공항
  - 다윈 - 다윈 공항 허브
  - 고브 - 고브 공항